# Međunarodna zračna luka Carriel Sur

Međunarodna zračna luka Carriel Sur (IATA kod: CCP, ICAO kod: SCIE) smještena je kod grada Concepcióna u Čileu.

## Zrakoplovne tvrtke i odredišta
- LAN Airlines
  - Santiago de Chile, Čile / Međunarodna zračna luka Comodoro Arturo Merino Benítez

- Sky Airline
  - Santiago de Chile, Čile / Međunarodna zračna luka Comodoro Arturo Merino Benítez
  - Temuco, Čile / Zračna luka Maquehue
  - Pucón, Čile / Zračna luka Pucón
  - Puerto Montt, Čile / Međunarodna zračna luka El Tepual

- PAL Airlines
  - Santiago de Chile, Čile / Međunarodna zračna luka Comodoro Arturo Merino Benítez

## Također pogledajte
- Veliki Concepción

## Vanjske poveznice
- Službene stranice  Arhivirana inačica izvorne stranice od 23. siječnja 2019. (Wayback Machine) (šp.)